# Ibarreta
Ibarreta är en ort i Argentina.   Den ligger i provinsen Formosa, i den norra delen av landet, 1 100 km norr om huvudstaden Buenos Aires. Ibarreta ligger 107 meter över havet och antalet invånare är 8 687.
Terrängen runt Ibarreta är mycket platt. Runt Ibarreta är det mycket glesbefolkat, med 2 invånare per kvadratkilometer..
I omgivningarna runt Ibarreta växer huvudsakligen savannskog.